# Station Jessnes
Station Jessnes is een station in Jessnes in de gemeente Ringsaker in fylke Innlandet in Noorwegen. Het stationsgebouw dateert uit 1894 en is een ontwerp van Paul Due. Het station is sinds 1988 gesloten. Jessnes wordt nog wel gebruikt als passeerspoor.